# Friederike Mayröcker
Friederike Mayröcker (Vienna, 20 dicembre 1924 – Vienna, 4 giugno 2021) è stata una scrittrice e illustratrice austriaca.
È considerata una poetessa d'avanguardia e tra i principali autori in lingua tedesca.

## Biografia
(Friederike Mayröcker, "was brauchst du?" [che ti serve?])
Friederike Mayröcker nacque da un insegnante e da una modista. Fino all'età di 11 anni trascorse regolarmente le estati nel villaggio di Deinzendorf. Durante la seconda guerra mondiale lavorò come segretaria per l'aeronautica, e dal 1946 al 1969 lavorò come insegnante di inglese in diverse scuole pubbliche di Vienna.
Iniziò a scrivere poesie all'età di 15 anni. Nel 1946 conobbe Otto Basil, il quale pubblicò alcune delle sue prime opere nella sua rivista d'avanguardia Plan. Le sue poesie furono pubblicate pochi anni dopo dal critico letterario Hans Weigel. Entrò in contatto con il gruppo di Vienna, un gruppo di autori austriaci perlopiù surrealisti ed espressionisti tra i quali vi era Ingeborg Bachmann. Pubblicò il suo primo libro intitolato Larifari: Ein konfuses Buchnel 1956, seguito dalla raccolta di poesie Tod durch Musen che le valse la consacrazione. Seguirono inoltre molte altre raccolte, pubblicate a partire dal 1979 da Suhrkamp Verlag.
Considerata tra i più importanti poeti austriaci contemporanei, riscosse successo anche per le sue opere in prosa e per i suoi radiodrammi. Quattro di quest'ultimi furono scritti insieme a Ernst Jandl, suo compagno dal 1954 fino alla morte di lui nel 2000. La sua prosa è spesso descritta come autofinzione, dal momento che utilizzava citazioni di conversazioni private ed estratti da lettere e diari nelle sue opere.
Nei suoi libri vi si possono trovare alcuni dei suoi disegni. Ispirata dalla musica e dalla letteratura di Samuel Beckett e Friedrich Hölderlin, si serviva delle osservazioni di vita quotidiana, corrispondenza e giornali, producendo "formazioni testuali nuove e anche dense, spesso definite magiche".
La sua ultima raccolta lirica Da ich morgens und moosgrün. Ans Fenster trete fu selezionata per il premio della Fiera del libro di Lipsia nel 2021.
Morì nel 2021 all'età di 96 anni.

## Opere

### Libri
- Gesammelte Prosa 1949–2001, a cura di Klaus Reichert, 5 volumi, Francoforte sul Meno 2001 ISBN 3-518-41299-X
- Magische Blätter IV, Frankfurt/Main 2001ISBN 3-518-41301-5
- Requiem für Ernst Jandl, Francoforte sul Meno 2001ISBN 3-518-41216-7
- Mein Arbeitstirol – Gedichte 1996–2001, Frankfurt/Main 2003ISBN 3-518-41393-7
- Die kommunizierenden Gefäße, Francoforte sul Meno 2003 ISBN 3-518-12444-7
- Sinclair Sofokles der Baby-Saurier, con illustrazioni colorate di Angelika Kaufmann, St. Pölten 2004 ISBN 978-3-85326-287-0
- Gesammelte Gedichte 1939–2003, a cura di Marcel Beyer, Francoforte sul Meno 2005 ISBN 3-518-41631-6
- Und ich schüttelte einen Liebling, Francoforte sul Meno 2005 ISBN 3-518-41709-6
- Fleurs, Suhrkamp, Berlino 2016, ISBN 978-3-518-42520-6
- Pathos und Schwalbe, Suhrkamp, Berlino 2018, ISBN 978-3-518-22504-2

### Commedie radiofoniche
- Die Umarmung, nach Picasso[10]
- Repetitionen, nach Max Ernst
- Schubertnotizen oder das unbestechliche Muster der Ekstase[11]
- Arie auf tönernen Füßen
- Das zu Sehende, das zu Hörende
- Die Kantate oder, Gottes Augenstern bist Du, musica di Wolfgang von Schweinitz (2003)

## Opere tradotte in italiano

### Prose
- Viaggio attraverso la notte, a cura di Sara Barni, Palermo, Sellerio Editore, 1994 (Tit. or.: Reise durch die Nacht).
- Fogli magici, a cura di Luigi Reitani, Venezia, Marsilio, 1998 (Tit. or.: Magische Blätter).
- Gli addii, a cura di Marco Rispoli, Udine, Forum, 2007 (Tit. or.: Die Abschiede).

### Poesie
- Della vita le zampe, a cura di Sara Barni, Roma, Donzelli, 2002.